# Burn It to the Ground
Burn It to the Ground è una canzone della band hard rock Canadese, Nickelback, terzo singolo estratto dall'album Dark Horse, edito nel 2009.
Il singolo è stato pubblicato il 25 maggio.
Fa parte della colonna sonora del film Transformers - La vendetta del caduto.
È stata dal 2010 fino al 2012 la sigla d'apertura dello show di wrestling WWE Raw

## Video
Il videoclip della canzone è stato pubblicato il 10 luglio 2009. Il video è basato sul Dark Horse Tour e in particolare sul concerto alla O2 Arena di Londra.

## Classifiche
| Classifica (2009)             | Posizione massima |
| ----------------------------- | ----------------- |
| Canada                        | 46                |
| Canada (digital)              | 60                |
| Stati Uniti (alternative)     | 40                |
| Stati Uniti                   | 22                |
| Stati Uniti (mainstream rock) | 6                 |